# June Nash
June Nash (26 de enero de 1911 – 8 de octubre de 1979) fue una actriz de cine estadounidense.
Nash inició su carrera cinematográfica en Say It with Sables de Frank Capra en 1928. En 1929, Nash interpretó el papel principal de "Ruth" en la película de misterio Strange Cargo. Su última aparición cinematográfica fue en la película Two Kinds of Women, in 1932.
Nash murió en octubre de 1979 en Hampton Bays, New York, a la edad de 68 años.

## Filmografía

### Cine
| Año  | Título                | Papel                          | Notas         |
| ---- | --------------------- | ------------------------------ | ------------- |
| 1928 | Say It with Sables    | Marie Caswell                  |               |
| 1928 | Companionate Marriage | Ruth Moore                     |               |
| 1929 | Daughters of Desire   |                                |               |
| 1929 | Strange Cargo         | Ruth                           |               |
| 1929 | Dynamite              | Buena mezcladora               | sin acreditar |
| 1929 | Their Own Desire      | Mildred                        |               |
| 1930 | Madam Satan           | Papel secundario indeterminado | sin acreditar |
| 1932 | Two Kinds of Women    | Ms. Bowen                      | sin acreditar |